# Corrado
Corrado ist ein italienischer männlicher Vorname, der dem deutschen Konrad entspricht.

## Namensträger
- Corrado Alvaro (1895–1956), italienischer Schriftsteller und Journalist
- Corrado Ardizzoni (1916–1980), italienischer Radrennfahrer
- Corrado Augias (* 1935), italienischer Journalist, Autor und Fernsehmoderator
- Corrado Avolio (1843–1905), italienischer Romanist und Dialektologe
- Corrado Bafile (1903–2005), italienischer Theologe
- Corrado Balducci (1923–2008), italienischer Theologe
- Corrado Barazzutti (* 1953), ehemaliger italienischer Tennisspieler
- Corrado Barbagallo (1877–1952), italienischer Historiker
- Corrado Benedetti (1957–2014), italienischer Fußballspieler und -trainer
- Corrado Böhm (1923–2017), italienischer Informatiker
- Corrado Cagli (1910–1976), italienischer Künstler
- Corrado Caracciolo (auch Corrado Caraccioli; um 1360–1411), Kardinal der Römischen Kirche
- Corrado de Concini (* 1949), italienischer Mathematiker
- Corrado Dal Fabbro (1945–2018), italienischer Bobfahrer
- Corrado D’Errico (1902–1941), italienischer Journalist, Filmregisseur und Drehbuchautor
- Corrado Donadio (* 1958), ehemaliger italienischer Radrennfahrer
- Corrado Fabi (* 1961), italienischer Formel-1-Rennfahrer
- Corrado Farina (1939–2016), italienischer Filmregisseur und Schriftsteller
- Corrado Feroci (Silpa Bhirasri; 1892–1962), italienisch-thailändischer Künstler und Hochschullehrer
- Corrado Gaipa (1925–1989), italienischer Schauspieler und Synchronsprecher
- Corrado Galzio (1919–2020), italienischer Pianist und Musikpädagoge
- Corrado Giaquinto (1703–1766), italienischer Maler aus dem Zeitalter des Rokokos
- Corrado Gini (1884–1965), italienischer Statistiker, Soziologe und Demograf
- Corrado Govoni (1884–1965), italienischer Schriftsteller
- Corrado Gursch (* 1988), deutscher Politiker (CDU)
- Corrado Guzzanti (* 1965), italienischer Schauspieler, Komödiant, Satiriker, Regisseur und Drehbuchautor
- Corrado Herin (1966–2019), italienischer Sportler
- Corrado Lorefice (* 1962), italienischer Geistlicher, römisch-katholischer Erzbischof von Palermo
- Corrado Maggioni SMM (* 1956), italienischer Priester
- Corrado Molo (1792–1864), Schweizer Anwalt, Politiker und Journalist
- Corrado Olmi (1926–2020), italienischer Schauspieler
- Corrado Pardini (* 1965), Schweizer Gewerkschafter und Politiker (SP)
- Corrado Pirzio-Biroli (* 1940), italienischer EU-Diplomat und Autor
- Corrado Ricci (1858–1934), italienischer Archäologe und Kunsthistoriker
- Corrado Segre (1863–1924), italienischer Mathematiker
- Corrado della Suburra († 1154), Papst
- Corrado Taliani (* 1930), italienischer Diplomat
- Corrado Ursi (1908–2003), Erzbischof von Neapel
- Corrado Viciani (1929–2014), italienischer Fußballspieler und -trainer